# Лазарь Себастаци
Лазарь Себастаци (арм. Ղազար Սեբաստացի, даты рождения и смерти неизвестны) — армянский поэт XVI—XVII веков.
Биографические данные скудны. Был священником, родом из Себастии. Известен как автор поэмы «Ода любви и радости» (арм. Տաղ սիրոյ և ուրախութեան). Его перу принадлежат и несколько других любовных стихов.
В «Оде» Лазарь воспевает женскую красоту и радости светской жизни. Является одной из наиболее своеобразных любовных песен в армянской лирике эпохи. Содержит персидские, арабские и турецкие слова. Хотя высоким стилем написания особо не отличается, «Ода», тем не менее, поражает пылкой страстью автора, что было довольно редким явлением для поэта-священника. Лазарь описывает тоску, с которой  он ждёт прибытия своей возлюбленной, и мучения, что заставляют его изнемогать. Единственный смысл своей жизни он видит в её любви, манерах, фигуре, походке и даже интимных частях тела, считает, что свет, исходящий от её груди настолько же ярок, как свет, исходящий от Святого Гроба. Поэма также представляет интерес для изучения использования библейских мотивов в средневековой армянской поэзии.
Судя по более поздним рукописям, «Ода» довольно быстро получила признание, часто переписывалась, а некоторые переписчики добавляли от себя новые куплеты. Была издана в 1971, 1975 и 1977 годах, существует английский перевод.